# Invasión celta de los Balcanes

Las expediciones celtas hacia Oriente en el siglo III a. C.

La llamada invasión celta de los Balcanes fue una migración de varios pueblos celtas desde la Europa Central hacia los Balcanes, la cual tuvo lugar entre los años 281 y 279 a. C. En esta migración los celtas (también llamados galos o gálatas) cruzaron Iliria y Macedonia, llegando a la Grecia central, pero al ser derrotados cambiaron de rumbo y se establecieron en Asia Menor.
Si bien los asentamientos celtas se concentraron en la mitad occidental de la cuenca de los Cárpatos, también hubo incursiones y asentamientos en la península balcánica propiamente dicha.

## La migración celta
De inicios a mediados del siglo IV a. C. una gran masa de 300 000 personas de distintas tribus celtas fue obligada a migrar por la presión demográfica. Tras cruzar los Alpes, se dividieron en dos grupos, unos entraron en el norte de Italia y el otro fue a Iliria.
El segundo grupo se estableció en la llanura panónica, donde vivieron durante generaciones, hasta que tuvieron que marcharse nuevamente por presiones demográficas hacia el sureste, llegando al límite septentrional del mundo griego a comienzos del siglo III a. C. Al mando de Cambaules llegó un grupo a Tracia, pero los macedonios los hicieron retroceder y los invasores se limitaron a hacer incursiones de saqueo.

## Ataque a Macedonia
Desde 281 hasta 280 a. C., la presión que los galos ejercieron sobre el Reino de Macedonia fue incontenible, por lo que los macedonios se aliaron con los dardanios, una tribu que ofreció 20 000 guerreros, pero el rey macedonio Ptolomeo Cerauno rechazó la alianza.
Cuando los galos ofrecieron la paz al rey macedonio, la rechazó, y los celtas se dividieron en tres grupos:
- Flanco oriental al mando de Ceretrio: atacó Tracia y venció a tribalos y getas.
- Flanco central al mando de Breno y Acicorio: atacó Peonia.
- Flanco occidental de Bolgios (jefe máximo de los celtas): atacó a los macedonios e ilirios. En este enfrentamiento murió Cerauno.[2]

Por suerte para los macedonios surgió un líder llamado Sóstenes, que reunió tropas y expulsó a los celtas. Sóstenes fue nombrado rey, pero en 279 a. C. fue vencido y muerto durante una nueva invasión; todo su país fue saqueado menos las ciudades fortificadas que los celtas no pudieron conquistar.

## Invasión de Grecia
En el año 279 a. C., al tener noticias de las grandes riquezas helénicas, una enorme fuerza de 150 000 infantes y 15 000 jinetes (cifra de historiadores griegos) al mando de Breno, secundado por Acicorio, invadió Grecia. Los galos tuvieron sus primeros encuentros en Tesalia.
Los griegos formaron un ejército conjunto de fuerzas procedentes de Beocia, Etolia, Fócide, Lócride, Mégara y Atenas. Se atrincheraron en las Termópilas, un estrecho paso donde se podía defender el acceso a la Grecia Central.

### Batalla de las Termópilas
Los griegos cortaron los puentes del río Esperqueo para evitar que los invasores los cruzasen, pero en la noche una fuerza de 10 000 celtas pudieron cruzar el río a nado y después Breno obligó a la gente del lugar a que tendiera nuevos puentes sobre el río para que pasara el resto del ejército. Después se dirigieron contra Heraclea, aunque no tomaron la ciudad. A continuación las fuerzas celtas atacaron de frente el paso de las Termópilas, siendo rechazados por los griegos.
Una semana después, los celtas fueron derrotados en otra batalla en el monte Eta. Breno reaccionó entonces enviando a 40 000 infantes y 800 jinetes celtas a Etolia, lugar de origen de muchas tropas griegas, saqueando Calion, ciudad que arrasaron por completo y donde, según Pausanias, mataron a todos los varones y violaron a todas las mujeres, vivas o muertas. Algunas de ellas se habían suicidado previamente al ver ocupada su ciudad. Cuando los etolios supieron del ataque, abandonaron las Termópilas y regresaron a defender las ciudades de su región. Junto a aliados aqueos de Patras y a mujeres de Etolia, consiguieron matar a la mitad de los celtas que habían arrasado Calion.

### Batalla por Delfos
El Oráculo de Delfos era conocido entre los celtas por sus leyendas de estatuas hechas de oro, si bien sólo la superficie lo era y el interior era de bronce. Aunque Breno lo sabía, le ocultó este dato a sus tropas.
Breno marchó con 40 000 galos al Ática, cruzaron las Termópilas con ayuda de la neblina y guías griegos. Parte de los galos se quedaron en Heraclea con el botín, los locales les dieron guías a cambio de no saquear sus ciudades.
Mientras, Acicorio marchaba con sus propias tropas, pero fue retrasado al enfrentarse a las tropas etolias. Cuando Breno atacó Delfos, fue vencido por los griegos. Los celtas sufrieron, además, las guerrillas campesinas de los focidios. En esta batalla cayeron 6000 celtas. Pausanias agrega que otros muchos celtas murieron a causa de un desprendimiento en una gran nevada, otros en una noche en la que se apoderó el pánico de ellos y se dieron muerte muchos entre sí mismos y otros de hambre.
Cuando los grupos de celtas supervivientes se retiraban hacia Heraclea, el ejército beocio y ateniense se unieron y salieron en su persecución, matando a muchos.
Tras esta ofensiva griega, el ejército celta se deshizo y Breno se suicidó; sólo pequeños grupos de celtas lograron volver al norte de Macedonia.